# 橫溝正史
橫溝正史（日语：／ Yokomizo Seishi，1902年5月24日—1981年12月28日），日本小說家暨推理作家，出生於日本兵庫縣神戶市中央區東川崎町，以金田一耕助為主角的一系列小說而聞名於世。

## 經歷
1902年生於神戶市。父親的故鄉在岡山縣。

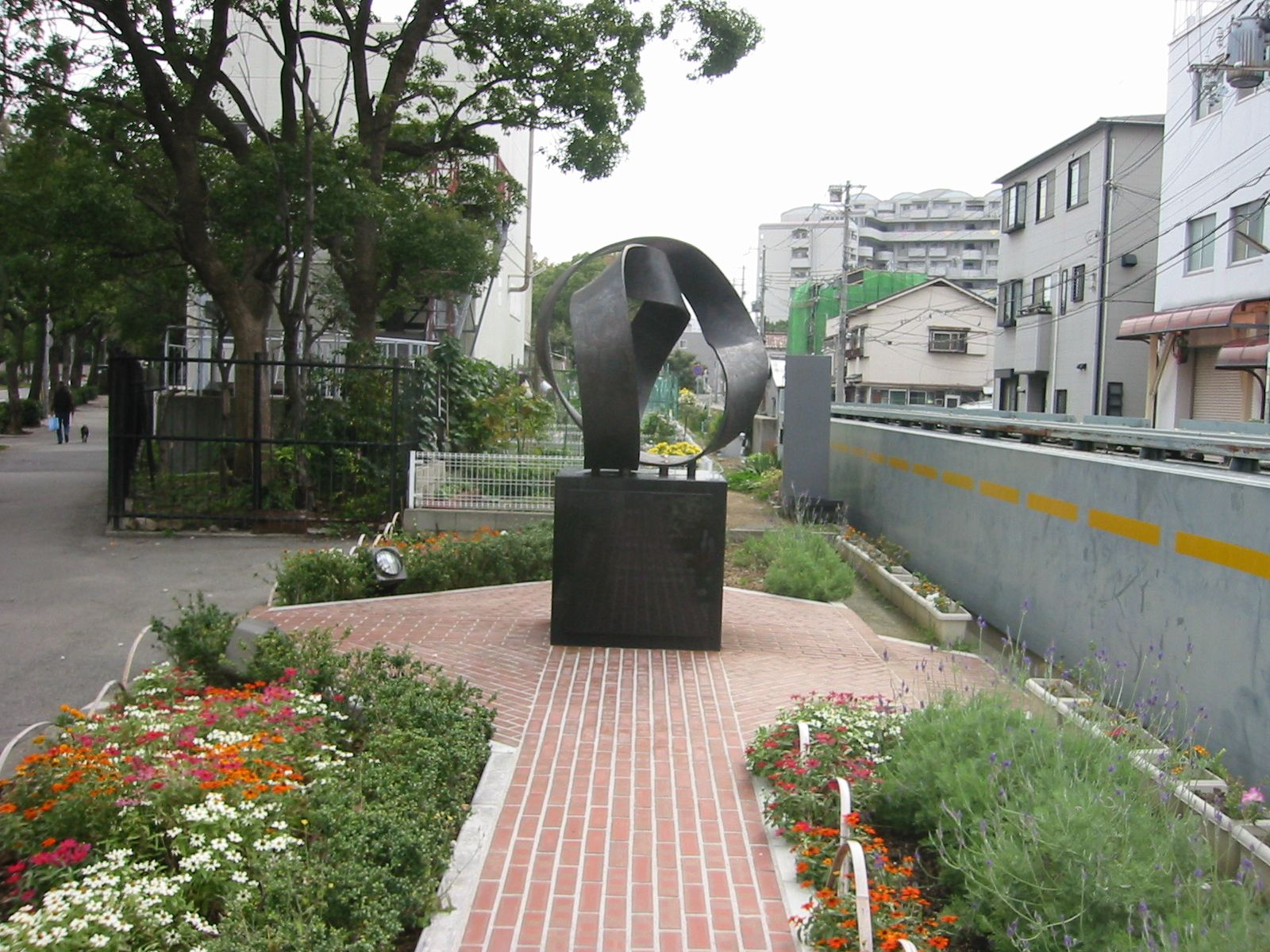
橫溝正史出生地紀念碑，位於神戶市中央區東川崎町

1921年，在《新青年》雜志上發表處女作。
1924年，從大阪藥學專門學校（現大阪大學藥學部）畢業後，一度從事藥劑師工作。後於1926年受到江戶川亂步的邀請前往東京並加入了博文館。1927年出任《新青年》的总编辑，之后在担任《文藝俱樂部》《偵探小說》等刊物总编辑的同时从事创作和翻译活动。1932年借停刊的机会退出博文馆成为职业作家。他在戰前執筆的代表作《鬼火》、《倉庫》及《蠟人》等，極富濃郁的耽美主義色彩。
但是，因為肺結核的惡化，作家前往信州養病並停止創作。由於戰爭時期對偵探小說的嚴格限制，而作家又没有把握住当时的潮流，可以說是一段懷才不遇的時期。由於作家活動受到限制經濟上也十分困難，病況一度惡化到本人也準備好後事的程度。戰後由於治療的藥物價格急劇崩潰，病況逐漸好轉。
1945年4月之後，搬到岡山縣居住三年。第二次世界大戰結束後，作家借偵探小說可以自由發表之際，充分發揮自己才能。1946年他率先推出《本陣殺人事件》及《蝴蝶殺人事件》兩部純解謎長篇推理小說，大大提升了日本推理小說水準，縮短與歐美的差距，從而改變了戰前變格推理小說為主流的趨勢（指不是以解謎為重點的推理小說）。1948年凭《本陣殺人事件》穫得第一屆日本偵探作家俱樂部獎（之後更名為日本推理作家協會獎）長篇部門獎。1957年以后，「變格推理小說」在術語上已甚少使用。
橫溝氏的創作量驚人，如《獄門島》、《八墓村》及《惡魔的手毯歌》等都是膾炙人口的傑作。其中《獄門島》被公認為日本推理文學史上的經典名著。
其戰後推出的名作《本陣殺人事件》以名探金田一耕助為主角 ，獲得壓倒性成功。後來他便以金田一耕助為主角，撰寫一系列解謎推理小說，金田一耕助登場的長短篇總共有77部。在小說中，偵探金田一耕助活躍的主要舞台是東京及周邊地區，以及作者筆下充滿恐怖傳聞的岡山縣地方。前者表現的是戰後都市的頹廢和倒錯，後者多以鄉村和血緣關係為主軸。一般讀者對後者的評價較高。由於作者的妙筆生花，金田一耕助遂成為日本推理小說史上三大名探之一。1968年，講談社的《周刊少年》發表了改編自《八墓村》的漫畫連載（作畫：影丸讓也）。由此為契機而掀起了一股橫溝正史的熱潮。因為電影系列和電視系列的熱播，即使是推理小說迷以外的人也知道金田一這個名字。
橫溝氏本人患有乘車恐懼症，舉凡車、船、飛機都在避忌之列，萬不得已必須外出應酬，則叫特約大轎車出門。
1981年12月28日病逝於寓所，享年79歲。

## 紀念
1980年開始由角川書店主持設立專門鼓勵新人的長篇推理小說獎：橫溝正史獎。

## 部份作品列表
- 1921年 令人恐怖的四月 (恐ろしき四月馬鹿)
- 1927年 山名耕作不可思議的生活 (山名耕作の不思議な生活)
- 1928年 悪魔の家
- 1928年 悪魔の設計図
- 1930年 芙蓉公館的秘密 (芙蓉屋敷の秘密)
- 1931年 殺人日曆 (殺人暦)
- 1932年 塙侯爵一家 (塙侯爵一家)
- 1932年 詛咒之塔 (呪いの塔)
- 1933年 附體女魔 (憑かれた女)
- 1935年 鬼火
- 1935年 藏之中 (蔵の中)
- 1936年 真珠郎
- 1936年 夜光虫
- 1937年 女人的幻影 (幻の女)
- 1937年 花髑髏
- 1937年 穿青色外套的女人 (青い外套を着た女)
- 1937年 誘蛾燈
- 1938年 兩張面具 (双仮面)
- 1938年 假面劇場 (仮面劇場)
- 1939年 血蝙蝠
- 1946年 刺青的男人 (刺青された男)
- 1946年 本陣殺人事件（譯者：高詹燦）
- 1946年 蝴蝶殺人事件（蝶々殺人事件）（譯者：張智淵）
- 1946年 空蝉処女
- 1946年 抱波斯猫的女人 (ペルシャ猫を抱く女)
- 1947年 獄門島（獄門島）（譯者：李美惠）
- 1947年 殺人鬼
- 1947年 黑猫亭事件
- 1948年 驚嚇盒殺人事件 (びっくり箱殺人事件)
- 1948年 夜行 (橫溝正史）（日语：夜歩く）()（譯者：高詹燦）
- 1949年 八墓村（八つ墓村）（譯者：吳得智）
- 1949年 女人看見了 (女が見ていた)
- 1949年 死見具 (死仮面)
- 1950年 犬神家一族（犬神家の一族）（譯者：吳得智）
- 1950年 迷路的新娘 (迷路の花嫁)
- 1951年 女王蜂 (橫溝正史）（日语：女王蜂 (横溝正史)）（譯者：鍾蕙淳）
- 1951年 惡魔前來吹笛（悪魔が来りて笛を吹く）（譯者：婁美蓮）
- 1952年 幽霊座
- 1953年 不死蝶
- 1954年 花園的惡魔 (花園の悪魔)
- 1954年 幽霊男
- 1955年 吸血蛾
- 1955年 毒箭 (毒の矢)
- 1955年 三首塔（三つ首塔）（譯者：鍾蕙淳）
- 1956年 死神之箭 (死神の矢)
- 1956年 魔女的日曆 (魔女の暦)
- 1956年 七張面具 (七つの仮面)
- 1956年 迷路莊慘劇（迷路荘の惨劇）（譯者：高詹燦）
- 1956年 華麗的野戰 (華やかな野獣)
- 1957年 惡魔的手毬歌（悪魔の手毬唄）（譯者：吳得智）
- 1957年 出租船十三號 (貸しボート十三号)
- 1957年 壺中美人
- 1957年 手持中國扇的女人 (支那扇の女)
- 1957年 門後的女人 (又譯：扉影之女) (扉の影の女)
- 1958年 惡魔的聖誕節 (悪魔の降誕祭)
- 1958年 黑桃皇后（スペードの女王）
- 1958年 惡魔的寵兒（悪魔の寵児）（譯者：高詹燦）
- 1960年 白與黑（白と黒）（譯者：高詹燦）
- 1962年 惡魔的百唇譜 (悪魔の百唇譜)
- 1962年 假面舞會（仮面舞踏会）（譯者：高詹燦）
- 1963年 暗夜里的黑豹 (夜の黒豹)
- 1975年 醫院坡上吊之家（病院坂の首縊りの家）（譯者：高詹燦）
- 1979年 惡靈島（惡霊島）（譯者：高詹燦）

## 外部連結
- 维基共享资源上的相關多媒體資源：橫溝正史
- 橫溝正史館（日語）
- 橫溝正史百科 （页面存档备份，存于）（日語）
- 橫溝正史疏開的地方（日語）